# Monika Kuszyńska

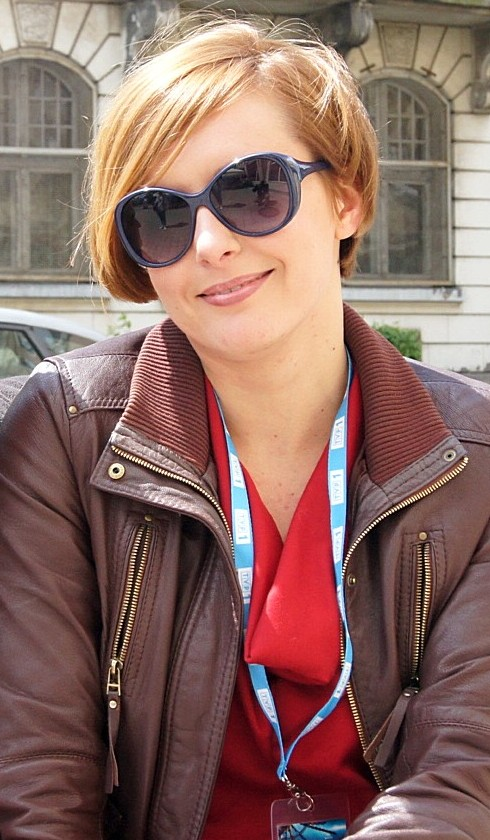
Monika Kuszyńska (2012)

Monika Kuszyńska (* 14. Januar 1980 in Łódź) ist eine polnische Sängerin. Sie war Teilnehmerin Polens beim Eurovision Song Contest 2015.

## Leben
Monika Kuszyńska stammt aus Łódź. Bei den Aufnahmen zu einem Song mit ihrer ersten Band wurde sie von Robert Janson entdeckt, der die Rockband Varius Manx gegründet hatte. Ende 2000 nahm sie als Sängerin der Band deren achtes Album Eta auf, das 2001 veröffentlicht wurde. Es erreichte in den Charts den 15. Platz. 2002 folgte ein weiteres Album und im gleichen Jahr gewann die Formation den Großen Preis beim Festival der Baltischen Staaten. Bereits 2003 trat Kuszyńska mit Varius Manx und dem Titel Sonny beim polnischen Vorentscheid für den Eurovision Song Contest an.
Am 28. Mai 2006 hatte die Band einen schweren Autounfall in der Nähe von Milicz. Infolgedessen ist Monika von der Taille abwärts gelähmt und sitzt im Rollstuhl. Zwar sang sie später Lieder ein, trat aber erst 2010 wieder in der Öffentlichkeit als Sängerin auf. Die Zusammenarbeit mit Varius Manx und alle Aktivitäten der Band ruhten seit dem Unfall und schließlich gaben beide Seiten 2010 bekannt, getrennte Wege zu gehen.
Seitdem hat sie auch in verschiedenen TV-Formaten mitgewirkt. Nach der Heirat im Jahr 2011 veröffentlichte sie 2012 ihr erstes Solo-Album Ocalona (dt.: „Die Gerettete“) und schaffte es damit bis auf Platz 40 der Albumcharts.
Am 9. März 2015 wurde sie von TVP im Rahmen der Sendung Świat Się Kręci als polnische Vertreterin für den ESC 2015 in Wien vorgestellt. Sie trat dort mit der Ballade In the Name of Love (dt.: „Im Namen der Liebe“) am 23. Mai 2015 im Finale an, nachdem sie sich im Halbfinale erfolgreich durchgesetzt hatte.
Im Finale schließlich erreichte sie Platz 23.

## Diskografie (Alben)

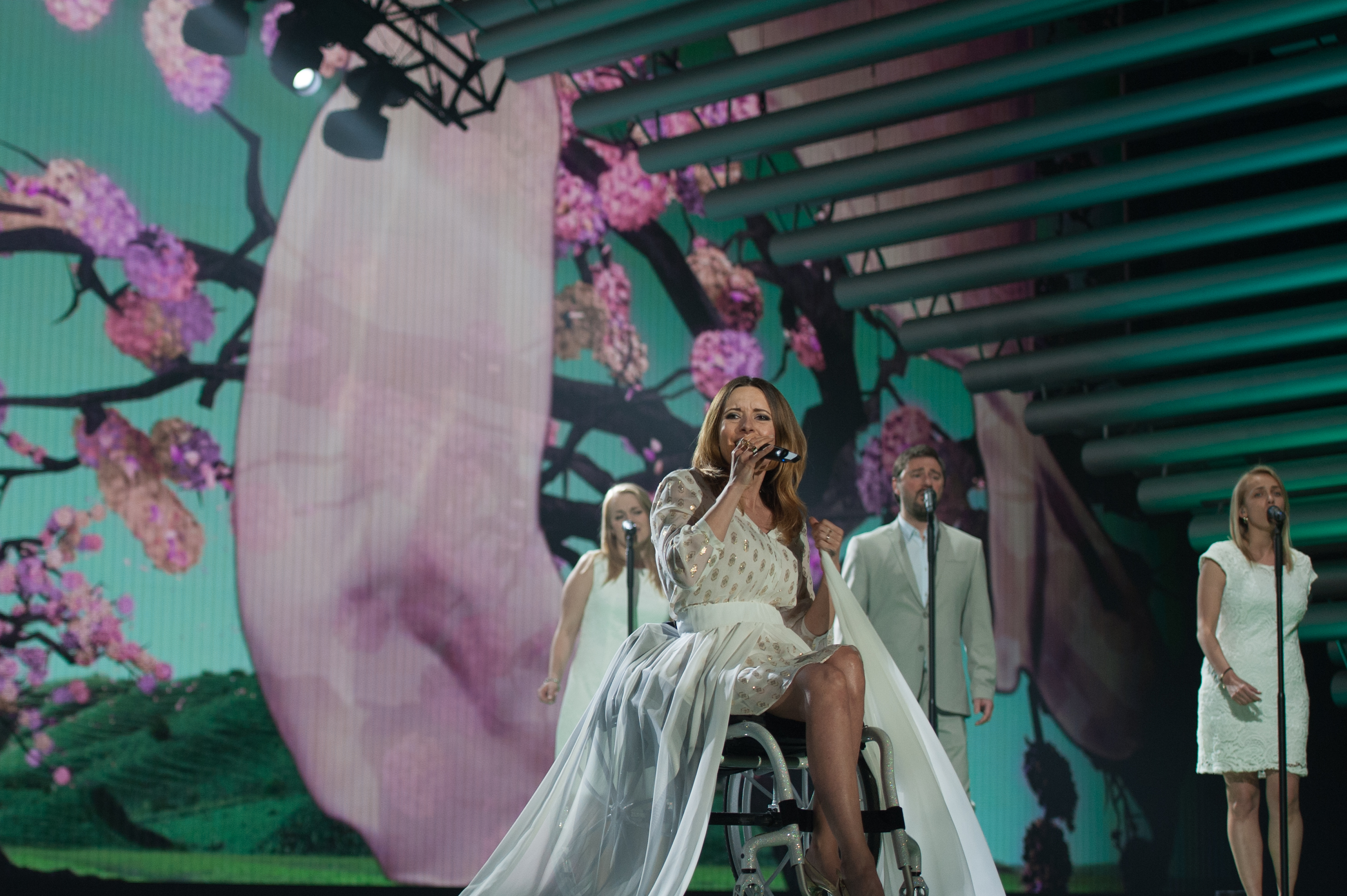
Monika Kuszyńska beim ESC 2015

### Mit Varius Manx
- 2001: Eta
- 2002: Eno
- 2004: Emi
- 2006: Varius Manx Symfonicznie. Tyle siły mam

### Solo
- 2012: Ocalona
- 2015: In the Name of Love